# Benjamín Julián
San Benjamín Julián (Jaramillo de la Fuente, Burgos, 27 de octubre de 1908 - Turón, Asturias, 9 de octubre de 1934), fue un religioso español, asesinado durante la Revolución de Asturias de 1934. Considerado mártir por la Iglesia católica, fue canonizado en 1999. Su nombre de nacimiento era Vicente Alonso Andrés.
Sus restos descansan en el Monasterio de Santa María de Bujedo.

## Biografía

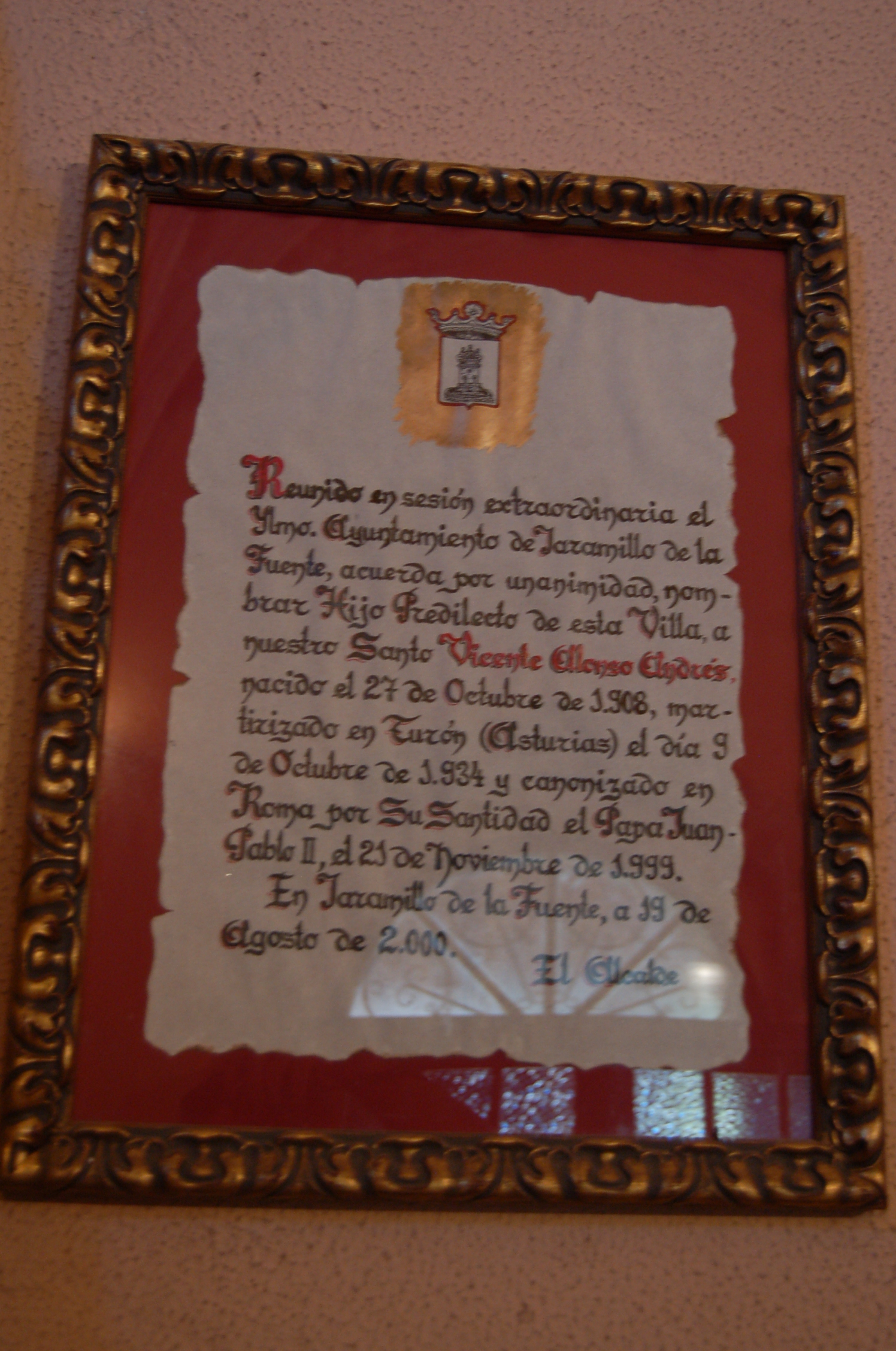
Reconocimiento de Vicente Alonso Andrés como hijo predilecto de Jaramillo de la Fuente.

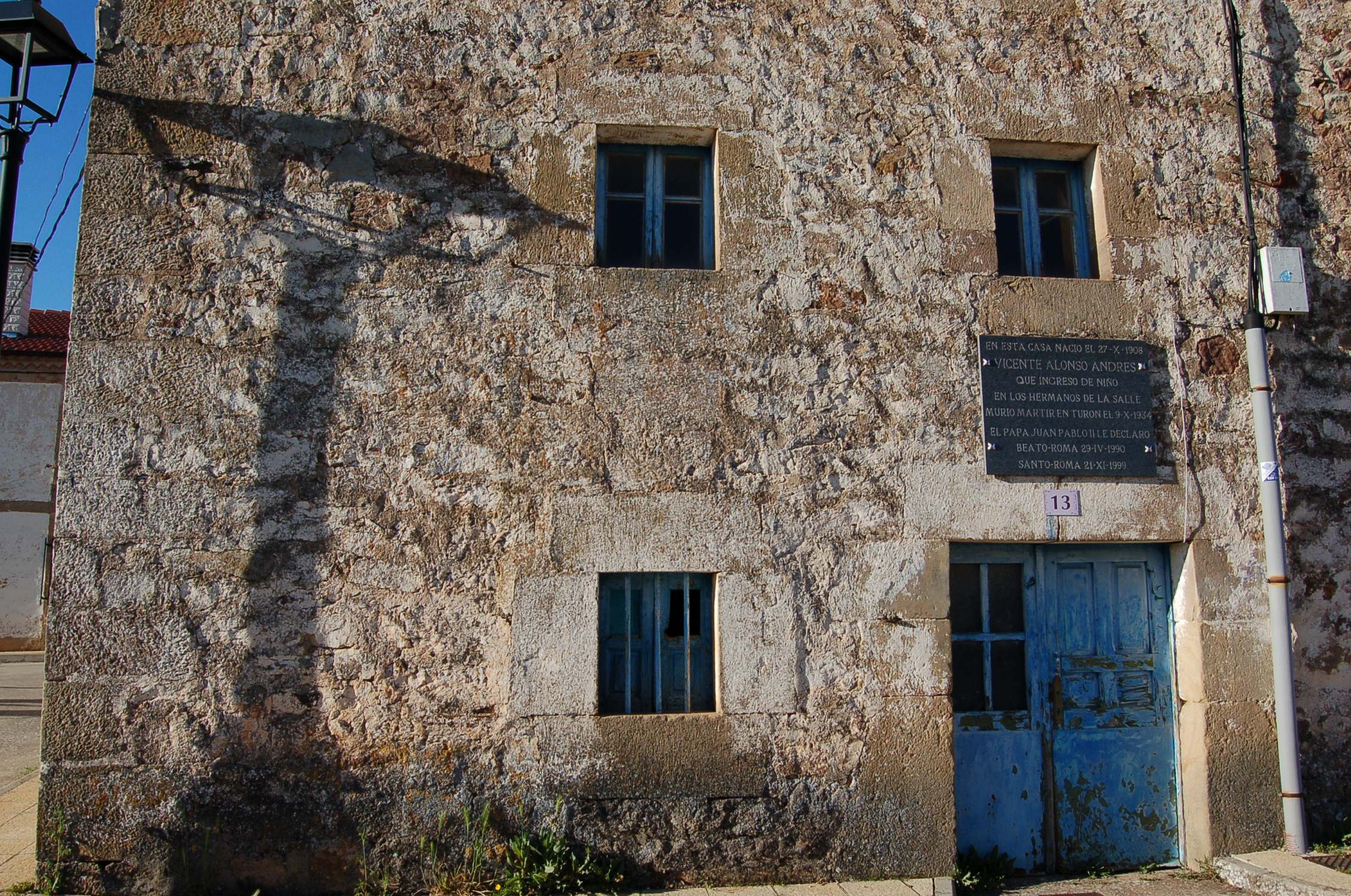
Casa natal.

El pueblo en el que nació era de labradores pobres, en donde se le inculcó el cristianismo.
El 7 de octubre de 1920 ingresó en los Hermanos de las Escuelas Cristianas, en el Instituto de Bujedo. Debido a su falta de estudios iniciales, tuvo alguna dificultad. Se le retrasó la primera profesión y, también, el noviciado. A la vez, tenía dificultades para controlar a sus alumnos en la escuela en Santiago de Compostela.
A pesar de todo, el 30 de agosto de 1933 hizo su profesión perpetua.
Paso seis años de su apostolado educativo en la Escuela de "La Inmaculada", en Santiago de Compostela. En este lugar, era muy querido y respetado.
Por eso, cuando se le ordenó cambiar de lugar en 1933, los alumnos y sus familias intentaron impedirlo. Pero Benjamín, con obediencia, acató la orden y se fue al lugar donde lo habían mandado, Turón.
Un año después, fue asesinado por personas de la Revolución de Asturias.

## Proceso de canonización

### Beatificación
San Julián Alfredo fue beatificado el 29 de abril de 1990 por Juan Pablo II. La causa de beatificación narra la ejecución del siguiente modo: 

Las víctimas comprendieron de inmediato las intenciones del Comité y se prepararon generosamente al sacrificio con la oración la confesión y el perdón que otorgaron a sus asesinos. A la hora prevista por el Comité, caminaron juntos y serenos al cementerio. En el centro del mismo estaba preparada una fosa delante de la cual alinearon a los religiosos. Fueron muertos con dos cargas de fusilería y rematados a tiros de pistola. La serenidad y valentía con la que los Hermanos y el P. Pasionista aceptaron el martirio impresionó a los mismos asesinos como más tarde ellos mismos declararían. Pocos meses después de su muerte sus cuerpos fueron exhumados y trasladados con grandes manifestaciones de adhesión al mausoleo donde reposan en Bujedo, en la provincia de Burgos.

### Canonización
El, junto con los otros Hermanos, fue canonizado el 21 de noviembre de 1999, por Juan Pablo II. Su festividad se celebra el día 9 de octubre.